# Bunium avromanum
Bunium avromanum là một loài thực vật có hoa trong họ Hoa tán. Loài này được (Boiss. & Hausskn.) Drude mô tả khoa học đầu tiên năm 1898.